# Byggeren
Byggeren (også officielt Firkantens Byggelegeplads) er betegnelsen for den byggelegeplads der eksisterede i Den sorte firkant på hjørnet af Stengade og Baggesensgade på Nørrebro i København i årene 1972–80. I eftertiden er den mest kendt grundet den voldsomme konflikt der opstod i forbindelse med nedlæggelsen af Byggeren, hvor beboere byggede barrikader og politiet blev indsat. I dag er der en park/fodboldbane på området.  

## Opståen
Byggeren og det nærliggende Folkets Hus opstod i kølvandet på de store bysaneringer på Nørrebro. Ved forskellige saneringer i slutningen af 1960'erne og starten af '70'erne var der opstået et kæmpe bart område i den sorte firkant. I 1971 var Folkets hus blevet oprettet på hjørnet af Prins Jørgens gade og Stengade. I 1972 blev endnu et ejendomsområde saneret, men byggeplanerne for en genopbygning trækker ud og i mellemtiden bliver området omdannet til parkeringsplads for handlende bilister i kvarteret. Nørrebros Beboeraktion afholder en søndag i juni 1973 en fest på tomten. Midt under festen kører en lastbil med materialer ind på pladsen, og i løbet af søndagen rejste beboerne en byggelegeplads for kvarterets børn. Det blev Byggeren, Firkantens Byggelegeplads. Byggeren bliver snart et meget besøgt sted blandt kvarterets børn. Efter pres fra forældrene til børn på Byggeren bliver denne i maj 1974 anerkendt som kommunal institution, men med en klausul om, at den må vige for det planlagte byggeri, Slotsgadehus.

## Begyndelsen til enden
I efteråret 1976 fik Nørrebros Beboeraktion fat i de planer, som var forløberen for den socialdemokratiske overborgmester Egon Weidekamps og Kooperativ Byggeindustris (KBI) "Helhedsplan for Indre Nørrebro" eller bare helhedsplanen. Den blev straks døbt "Egons Plan".
I januar 1978 vedtog kommunen den første helhedsplan. Denne indebar bl.a., at Byggeren, Folkets Hus og Folkets Park alle skulle vige for nyt tæt boligbyggeri. Desuden lå børnehaven i Todesgade i vejen for helhedsplanen og skulle væk – et år før man havde tænkt sig at begynde nybyggeriet. Første forsøg på at fjerne bygningerne under et opbud af 300 betjente blev standset af beboerne. Først efter fem måneders blokade, hvor børnehaven fungerede normalt i flere perioder, blev bygningerne fjernet under beskyttelse af 700 betjente. Dette var en smagsprøve på hvad der ville ske senere. Alligevel vedtog kommunen i november 1979 en ny helhedplan. Denne bekræftede beslutningen fra januar 1978 om at nedlægge Byggeren. I efteråret 1979 havde man udarbejdet et nyt projekt til nybyggeri på grunden. Heri havde borgmester Villo Sigurdsson ellers indføjet en klausul om, at nybyggeriet skulle tage hensyn til byggelegepladsen og give den indendørsfaciliteter i en af bygningerne. Denne klausul var imidlertid ulovlig og Sigurdsson blev af borgerrepræsentationen (BR) pålagt at ophæve den. Dette nægtede han så længe BR ikke ville anvise hvor byggelegepladsen skulle flyttes hen. Da han ikke ville rokke sig greb indenrigsministeriet ind og Overborgmester Egon Weidekamp blev bemyndiget til at udstede en ny byggetilladelse, som i overensstemmelse med Helhedplan 1979 ville have Byggeren væk. 
For at håndværkerne kunne komme til gav kommunen besked til Byggerens medarbejdere og forældrekreds om, at man, ultimo marts 1980, ville halvere byggelegepladsen. Resten af pladsen ville kunne bruges et år endnu.

## Kampen om Byggeren
Den 24. marts 1980 mødte kommunens mandskab op for at fjerne den del af Byggeren, der stod i vejen for nybyggeriet. Imidlertid havde Nørrebros Beboeraktion arrangeret en beboerblokade foran byggelegepladsen. Dette fik borgmester Pelle Jarmer, hvis ansvarsområde bl.a. omfattede børneinstitutionen, til at miste tålmodigheden. Under et stort politiopbud blev Byggeren rykket hen på den ene halvdel af området, som tidligere bestemt. Men knap var betjentene forsvundet, før beboerne strømmede til og flyttede legeredskaber og huse tilbage. En uge senere rykkede kommunen så ind med bulldozere og ryddede hele pladsen og det kom til slagsmål og tumulter mellem politi og beboere.

### Løftebrud og undtagelsestilstand
Dette tog dog ikke modet fra de lokale, der bagefter opførte en hel ny Bygger. Samtidig opførte man barrikader rundt i områdets gader for at forhindre politiet i at komme til. Samtidig lovede politiet at holde sig væk fra Byggeren indtil borgerrepræsentationen, den 5. maj, havde holdt et ekstraordinært møde omkring sagen. Til gengæld fjernede beboerne nogle af barrikaderne. Den 3. maj sendte kommunen dog for tredje gang entreprenørmateriel og lastvogne ind på byggepladsen, hvorefter politiet slog kæde omkring dem, mens arbejderne fjernede den nye Bygger. Dette løftebrud, fra politiets side, gjorde aktivisterne rasende og førte til nye alvorlige sammenstød. Dette fik politiet til at erklære kvarteret i undtagelsestilstand. Et stort folkemøde i nærheden blev opløst af politiet, angiveligt fordi man var bange for rockerindblanding. Buslinie 3 måtte opgive at køre ad sin normale rute gennem området og andre københavnere blev rådet til at holde sig væk fra bydelen og skolebørn blev holdt hjemme.

### Kampen slutter
Mandag d. 5 maj afholdt borgerrepræsentationen et ekstraordinært møde om situationen. Mødet viste modsætninger mellem især overborgmester Weidekamp og borgmester Jarmer på den ene side og borgmester Sigurdsson på den anden. Mødet sluttede lidt efter midnat og flertallet afviste et foreslået stormløb på Egon Weidekamp og Pelle Jarmer.
Tidligt om morgenen gik håndværkerne i gang med at rejse et plankeværk omkring den grund, hvorpå Byggeren havde ligget. Der blev forsøgt nye forsøg på blokade, men få dage senere startede udgravningen til det nye boligkompleks. Kampen for byggeren var tabt.  Aktivister fra byggeren lagde senere grunden til bz-bevægelsen.

## Området i dag
I dag er der en park på det meste af den grund der tidligere husede byggelegepladsen. 

### Fodnoter
1. ↑  Bbw s. 5
2. ↑  Slaget om Bygeren – 25 år efter (google cache)
3. ↑  Bbw s. 6
4. ↑  KH6 s. 291-292
5. ↑  KH6 s. 292-296
6. ↑  Byggeren overgiver sig aldrig (Webside ikke længere tilgængelig)

55°41′16.75″N 12°33′23″Ø / 55.6879861°N 12.55639°Ø